# Robert John Burke
Robert John Burke (New York, 12 settembre 1960) è un attore statunitense.

## Biografia
Robert John Burke è apparso in tanti i film e in altrettante serie televisive. È noto al grande pubblico per aver interpretato Alex Murphy nel film RoboCop 3 (1993), Frank McLaury in Tombstone (1993), Billy Halleck in L'occhio del male (1996), l'istruttore Jenks in Confessioni di una mente pericolosa (2002), Pierce in Limitless (2011), il capitano Wolf in Safe (2012), Jessup in Cani sciolti (2013) e il capo Bridges in BlacKkKlansman (2018). Per quanto riguarda le serie televisive invece, ha interpretato l'agente speciale Pierce Taylor nella serie televisiva Oz (2000-2003), il capitano Ed Tucker nella serie poliziesca Law & Order - Unità vittime speciali (2002-2020) ed è stato Mickey Gavin nella serie televisiva Rescue Me (2004-2011).

## Filmografia

### Cinema
- Gli eletti (The Chosen), regia di Jeremy Kagan (1981)
- Nightmare Weekend, regia di Henri Sala (1986)
- L'incredibile verità (The Unbelievable Truth), regia di Hal Hartley (1989)
- Rosa Scompiglio e i suoi amanti (Rambling Rose), regia di Martha Coolidge (1991)
- Demoniaca (Dust Devil), regia di Richard Stanley (1992)
- Uomini semplici (Simple Men), regia di Hal Hartley (1992)
- Sulle orme del vento (A Far Off Place), regia di Mikael Salomon (1993)
- RoboCop 3, regia di Fred Dekker (1993)
- Tra cielo e terra (Heaven & Earth), regia di Oliver Stone (1993)
- Tombstone, regia di George Pan Cosmatos (1993)
- Flirt (New York-Berlino-Tokyo) (Flirt), regia di Hal Hartley (1995)
- Killer - Diario di un assassino (Killer: A Journal of Murder), regia di Tim Metcalfe (1995)
- Appuntamento col ponte (If Lucy Fell), regia di Eric Schaeffer (1996)
- Inseguiti (Fled), regia di Kevin Hooks (1996)
- L'occhio del male (Thinner), regia di Tom Holland (1996)
- Mayday - Flug in den Tod, regia di Chris Bould (1997)
- Cop Land, regia di James Mangold (1997)
- First Love, Last Rites, regia di Jesse Peretz (1997)
- Somewhere in the City, regia di Ramin Niami (1998)
- No Such Thing, regia di Hal Hartley (2001)
- State property - Sulle strade di Philadelphia (State property), regia di Abdul Malik Abbott (2002)
- Confessioni di una mente pericolosa (Confessions of a Dangerous Mind), regia di George Clooney (2002)
- Piggie, regia di Alison Bagnall (2003)
- Connie e Carla (Connie and Carla), regia di Michael Lembeck (2004)
- Nascosto nel buio (Hide and Seek), regia di John Polson (2005)
- Good Night, and Good Luck., regia di George Clooney (2005)
- Munich, regia di Steven Spielberg (2005)
- Prima o poi s...vengo! (The Oh in Ohio), regia di Billy Kent (2006)
- Jack's Law, regia di Jil Medina (2006)
- Fast Track, regia di Jesse Peretz (2006)
- Miracolo a Sant'Anna (Miracle at St. Anna), regia di Spike Lee (2008)
- Brooklyn's Finest, regia di Antoine Fuqua (2009)
- Limitless, regia di Neil Burger (2011)
- Safe, regia di Boaz Yakin (2012)
- Cani sciolti (2 Guns), regia di Baltasar Kormákur (2013)
- True Story, regia di Rupert Goold (2015)
- BlacKkKlansman, regia di Spike Lee (2018)
- Intrusion, regia di Adam Salky (2021)
- Black Panther: Wakanda Forever, regia di Ryan Coogler (2022)
- Lo strangolatore di Boston (Boston Strangler), regia di Matt Ruskin (2023)

### Televisione
- Un giustiziere a New York (The Equalizer) – serie TV, episodio 1x17 (1986)
- Crazy for a Kiss, regia di Chris Bould – film TV (1995)
- Law & Order - I due volti della giustizia (Law & Order) – serie TV, episodi 5x17-11x21-15x01(1995-2004)
- Homicide (Homicide: Life on the Street) – serie TV, episodio 6x17 (1998)
- Dalla Terra alla Luna (From the Earth to the Moon) – miniserie TV, 2 episodi (1998)
- La guerra dei bugiardi (A Bright Shining Lie), regia di Terry George – film TV (1998)
- Alptraum im Airport, regia di Chris Bould – film TV (1998)
- Falcone – serie TV, episodio 1x03 (2000)
- Oz – serie TV, 8 episodi (2000-2003)
- Witchblade – serie TV, episodio 2x03 (2002)
- Sex and the City – serie TV, episodi 4x13-5x05 (2001-2002)
- Law & Order - Unità vittime speciali (Law & Order: Special Victims Unit) – serie TV, 30 episodi (2002-2020)
- CSI: Miami – serie TV, episodio 2x01 (2003)
- Speak - Le parole non dette (Speak), regia di Jessica Sharzer – film TV (2004)
- I Soprano (The Sopranos) – serie TV, episodio 5x01 (2004)
- Rescue Me – serie TV, 53 episodi (2004-2011)
- Six Degrees - Sei gradi di separazione (Six Degrees) – serie TV, episodi 1x01-1x03 (2006)
- Kidnapped – serie TV, 10 episodi (2006-2007)
- Queens Supreme – serie TV, episodio 1x06 (2007)
- Gossip Girl – serie TV, 25 episodi (2007-2012)
- Generation Kill, regia di Susanna White e Simon Cellan Jones – miniserie TV, puntate 2-3-6 (2008)
- Blue Bloods – serie TV, episodi 1x04-1x05-1x06 (2010)
- White Collar – serie TV, episodio 3x04 (2011)
- NYC 22 – serie TV, episodio 1x03 (2012)
- Person of Interest – serie TV, 16 episodi (2012-2013)
- Army Wives - Conflitti del cuore (Army Wives) – serie TV, 16 episodi (2012-2013)
- Nurse Jackie - Terapia d'urto (Nurse Jackie) – serie TV, episodi 6x09-6x10 (2014)
- Banshee - La città del male (Banshee) – serie TV, episodio 3x06 (2015)
- Allegiance – serie TV, 8 episodi (2015)
- Project Blue Book – serie TV, 6 episodi (2019)
- The Last of Us – serie TV, 4 episodi (2025)

## Doppiatori italiani
Nelle versioni in italiano delle opere in cui ha recitato, Robert John Burke è stato doppiato da:
- Angelo Maggi in Inseguiti, Law & Order - Unità vittime speciali (st. 15-18), Nascosto nel buio, Blue Bloods
- Massimo Lodolo in L'incredibile verità, Killer - Diario di un assassino, Confessioni di una mente pericolosa
- Antonio Sanna in Appuntamento col ponte, Limitless, Cani sciolti
- Mauro Magliozzi in Tombstone, Person of Interest
- Oliviero Dinelli in Law & Order - Unità vittime speciali (ep. 12x11-12x23), Rescue Me, Nurse Jackie - Terapia d'urto
- Pierluigi Astore in Law & Order - Unità vittime speciali (ep. 11x09), Gossip Girl, True Story
- Alessandro Rossi in RoboCop 3, Tra cielo e terra
- Saverio Indrio in Law & Order - Unità vittime speciali (ep. 21x12), Safe
- Ambrogio Colombo in Law & Order - Unità vittime speciali (ep. 9x16-10x15-14x15), Miracolo a Sant'anna
- Domenico Strati in Good Night, and Good Luck, Generation Kill
- Michele Gammino in Demoniaca
- Sergio Di Stefano in Sulle orme del vento
- Roberto Chevalier in Homicide
- Carlo Cosolo in Law & Order - I due volti della giustizia (ep. 5x17)
- Rodolfo Bianchi in Law & Order - I due volti della giustizia (ep.11x21)
- Carlo Bonomi in L'occhio del male
- Teo Bellia in Oz
- Roberto Pedicini in La guerra dei bugiardi
- Claudio Capone in Sex and the City
- Sergio Di Giulio in Law & Order - Unità vittime speciali (ep. 3x14)
- Massimo Bitossi in Law & Order - Unità vittime speciali (ep. 5x25)
- Diego Reggente in Law & Order - Unità vittime speciali (ep. 8x14)
- Roberto Certomà in I Soprano
- Roberto Draghetti in CSI: Miami
- Gerolamo Alchieri in Connie e Carla
- Stefano Benassi in Army Wives - Conflitti del cuore
- Pasquale Anselmo in White Collar
- Gianni Giuliano in Banshee - La città del male
- Saverio Moriones in Allegiance
- Enrico Pallini in Project Blue Book
- Pino Insegno in BlacKkKlansman
- Luca Biagini in Intrusion
- Francesco Prando in Lo strangolatore di Boston
- Dario Oppido in The Last of Us